# Платина (мінерал)
Платина — частина назви багатьох мінералів, що містять платину.

## Різновиди
Розрізняють:
- платина залізиста (платина, яка містить 15-19 %, іноді більше, Fe і до 3 % Cu);
- платина залізисто-іридіїста (платина, яка містить до 5 % Ir);
- платина залізисто-мідиста (платина залізиста, яка містить понад 3 % Cu);
- платина залізисто-нікелиста (платина, яка містить понад 1 % Ni);
- платина іридіїста (платина, яка містить до 7,5 % Ir);
- платина іридієва (платина, яка містить 10,4-37,5 % Ir);
- платина магнітна (платина залізиста);
- платина мідиста (платина, яка містить до 14 % Cu і 12-17 % Fe);
- платина нікелиста (платина, яка містить до 4 % Ni);
- платина паладіїста (платина, яка містить від 7 до 40 % Pd. Не містить заліза);
- платина родіїста (платина, яка містить 4-7 % Rh);
- платина самородна
- платина селениста (любероїт)
- фероплатина.